# Buvatina iremella
Buvatina iremella is een vlinder uit de familie sikkelmotten (Oecophoridae). De wetenschappelijke naam is voor het eerst geldig gepubliceerd in 1999 door Junnilainen & K. Nupponen.
De soort komt voor in Europa.